# صموئيل باريت مايلز

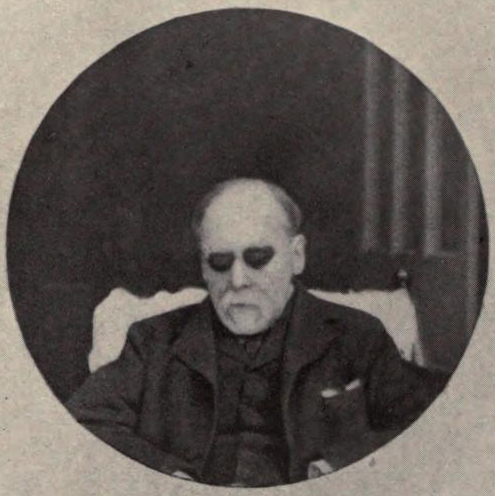
صموئيل باريت مايلز

صموئيل باريت مايلز (بالإنجليزية: Samuel Barrett Miles)‏(1914-1838 م) كان ضابطاً في الجيش البريطاني وعمل دبلوماسياً في العديد من البلدان العربية، وخاصة في عُمان، التي عرفها أكثر من أي أوروبي آخر في ذلك الوقت. نشرت مذكراته التي دونها عن المنطقة بعد وفاته تحت عنوان: دول وقبائل الخليج.

## السيرة
ولد سب مايلز (S.B Miles) في يوم 14 رجب 1254هـ الموافق 2 أكتوبر 1838م، وهو ابن اللواء مايلز، الذي كان في يعمل ضابطاً في خدمة شركة الهند الشرقية. تلقي صموئيل مايلز تعليمه في مدرسة هارو في لندن. انضم إلى جيش الهند البريطاني عام (1857)، وهو العام الذي حدثت فيه ثورة الهند. التحق بداية كحامل راية بفوج المشاة السابع المحلي في بومباي، وتمت ترقيته إلى رتبة ملازم في عام (1860) وأصبح الضابط المسؤول عن تموين الفوج عام (1864). في نوفمبر (1866) انتقل مع فوجه إلى عدن، وبعد عام  عُيَّن حاكماً للمقاطعات ومساعداً للمقيمين في عدن.

## الوكيل السياسي في منطقة الخليج
عاد الفوج إلى الهند في مارس (1869)، وبعد فترة قصيرة، تقدم مايلز بطلب يروم من خلاله الانتقال إلى الخدمة في المجال السياسي. كان أول عمل له في بلوشستان، حيث عين مايلز وكيلاً سياسياً وقنصلاً في مسقط عُمان في أكتوبر (1872). أمضى صموئيل معظم حياته المهنية لاحقاً كوكيل سياسي في عُمان. كما انه عمل وكيلاً سياسياً في مناطق الجزيرة العربية التي تخضع للحكم العثماني، وعين قنصلاً عاماً لبغداد سنة (1879)، والوكيل السياسي والقنصل العام لزنجبار (1881)، والوكيل السياسي في المقاطعة الشمالية الغربية وأوده (1885) والمقيم السياسي في خليج فارس.
جاء مايلز إلى عُمان في عهد تركي بن سعيد (1871-1888)، الذي ساعده البريطانيون في إنهاء الثورة الدينية المحافظة التي قادها عزان بن قيس. قام مايلز بعدة رحلات من مسقط إلى المناطق الداخلية من البلاد لإكتساب فهم أفضل للشخصيات وذلك لأغراض دبلوماسية. كان مايلز مستعرباً ومستشرقاً، وطور معرفة عميقة بتاريخ المنطقة وسكانها، وسجل النتائج التي توصل إليها في ملاحظات كثيرة. وصف البلد والعمارة فيه والعادات والتقاليد المحلية والأحوال الإجتماعية والزراعة وصيد الأسماك. كان ذا اطلاع واسع مما سمح له برصد أصداء الماضي البعيد في العصر الحديث. وأشار إلى ان الهند والجزيرة العربية ما زالا يستخدمان مقياسا للوزن كان مستخدماً في نينوى القديمة.

## أعمال أخرى
كان س.ب مايلز المقيم السياسي بالإنابة في الخليج من عام (1885-1886). في عام (1887) عاد إلى الهند حيث تمت ترقيته إلى رتبة عقيد. كان مقيماً سياسياً في ميوار من عام (1887-1893). وبعدها تقاعد من الجيش وعاد إلى إنجلترا. كتب مايلز عدة بحوث نشرتها الجمعية الجغرافية الملكية.
تزوج من إلين ماري كاي في عام (1877) وقد أنجبا إبناً واحداً هو هاري ويليام مايلز، الذي قتل في الحرب العالمية الأولى (1914-1918).

## وفاته
توفي صموئيل باريت مايلز في 28 أغسطس 1914 عن عمر يناهز 75 عاما. وقد كان ينوي ان يحول ملاحظاته ومذكراته إلى كتاب، إلا انه أصيب بالعمى قبل وفاته بعدة سنوات. وبعد خمس سنوات من وفاته، نشرت أرملته العمل الذي أكمله تحت عنوان: دول وقبائل الخليج الفارسي.

## مؤلفاته
- نبذة مختصرة عن أربعة أعمال عربية عن تاريخ وجغرافيا الجزيرة العربية (1873).[3]
- على الطريق بين صحار والبريمي في عُمان، مع ملاحظة عن الزط أو الغجر في شبه الجزيرة العربية (1877).
- رحلة في عُمان، في جنوب شرق شبه الجزيرة العربية (1896).[4]
- عبر الجبل الأخضر في عٌمان (1901).[5]
- على حدود الصحراء الكبرى: رحلة في عُمان (الجزء الثاني) (1910).
- دول وقبائل الخليح الفارسي.[6]
- عقائد المذهب الإباضي.
- الخطوط العريضة لتاريخ عُمان 1728-1883.
- ملاحظة على قبائل عُمان.
- ملاحظة على مذهب إباضية عُمان.[7]